# Северная бормотушка
Се́верная бормоту́шка, или бормоту́шка (лат. Iduna caligata), — перелётная птица семейства камышовковых (Acrocephalidae).

## Ареал
Ареал бормотушки охватывает практически всю территорию России и Азии до Индии и Шри-Ланки на юге и Китая на востоке. Во время перелётов встречается в Западной Европе, Турции и Египте. По некоторым данным наблюдается также на Аравийском полуострове.

## Описание
Представляет собой мелкую — меньше воробья — птицу с длинным широким клювом. Окрас — буровато-серого цвета сверху и белое брюхо. Обитает бормотушка на заросших кустами лугах, опушках, в мелколесье, на вырубках, в зарослях таволги (таволги [жесткостебельной травы]; таволги вязолистной) и ивняка.
Чашеобразной формы гнездо диаметром 6—12 сантиметров начинают строить сразу по прилёте — в середине или второй половине мая, располагая его на кустарниковых ветвях у самой земли или в густой траве в небольшом углублении. Кладка северной бормотушки состоит из 4—6 пёстрых яиц светло-розового или светло-лилового цвета с тёмными крапинками и размытыми розовыми пятнами. Самец и самка насиживают кладку по очереди в течение приблизительно 2 недель. Вылупившиеся птенцы покидают гнездо через 2 недели, ещё не умея летать. Родители докармливают их в течение 13—14 дней. Поначалу стараются держаться вместе, разлетаясь только через 10 дней. Отлёт северной бормотушки начинается в августе.
Рацион бормотушки состоит из различных насекомых.

## Охранный статус
Северная бормотушка внесена в Красную книгу Ярославской области (4-я категория — малоизученный вид) и Красную книгу Республики Мордовия (категория 3 — редкие виды, распространённые на небольших территориях, либо на больших, но с низкой плотностью популяций).